# Real i Pontifícia Església de la Puríssima Concepción
La Real i Pontifícia Església de la Puríssima Concepción és l'església més antiga de Melilla. Se situa al carrer Miguel Acosta de Melilla la Vella i s'hi troba la imatge de la patrona de la ciutat de Melilla, La nostra Senyora de la Victòria. Forma part del Conjunt Històric Artístic de la Ciutat de Melilla, un Bé d'Interès Cultural.

## Història

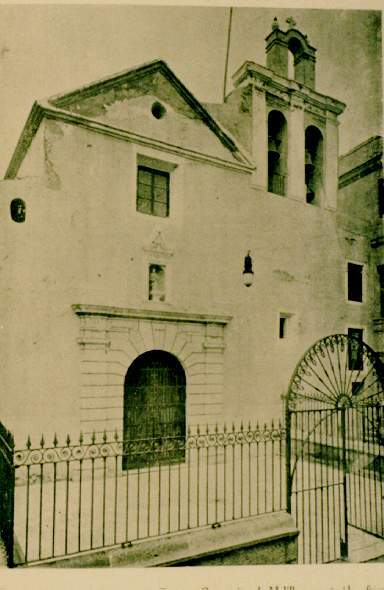
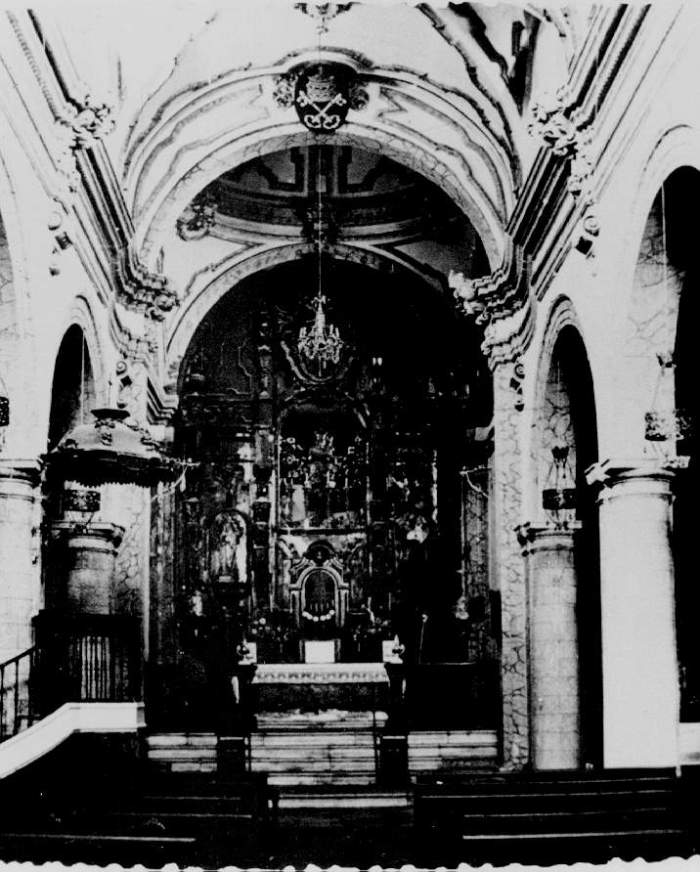
Altar major
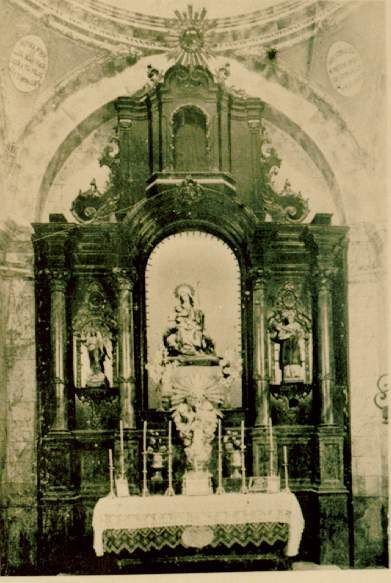
Altar de la Divina-Pastora

Va ser construïda entre en 1556 i 1575 i posada sota l'advocació de sant Miguel Arcángel en 1578, per a substituir l'ermita de la Victòria derrocada en 1549 i situada en la plaça d'Armes, del segon recinte fortificat.
Aquesta nova església va resultar arruïnada per un tremolor 1579, encarregant-se a Juan Bautista Antonelli les reparacions, si bé Felip III li ho va encarregar a Jorge Fratin la seva reconstrucció, acabada en 1604 amb una orientació eix sud-est-nord-oest.
Mentre duraven les obres es va construir la Capella de l'Enramada.
En 1660 un terratrèmol causa alguns danys i febrer de l'any següent l'Orde Caputxí es va fer càrrec, el 4 d'octubre de 1663 es dedica a la Concepció de la Mare de Déu, mentre es nomenava patró de Melilla a Francesc d'Assís i en 1667 Vélez i Angle emprèn obres de millora, però en 1677 el governador José Frías informava que la capella major estava sense cobrir en 1680 un altre tremolor danya la cúpula de la capella major, reparada per Toscà Brito i beneïda per Marcelo Antonio de la Vall el 6 de desembre de 1682 després de ser rellevats els caputxins del clergat secular el 20 de desembre de l'any anterior
En 1682 també Toscà va construir la capella de l'Encarnació, amb una cripta per als governadors, perquè la cripta del presbiteri no era adequada i era usada per soldats i oficials, pensant en el seu enterrament i el de la seva esposa Leonor de Santander i Valcácer.
Entre 1751 i 1757 es restaura després d'un temporal i després del terratrèmol de Lisboa de 1755 per Antoni de Villalba i Aangulo, reconstruint-se les voltes, amb un nou llenguatge decoratiu i construint-se el cor alt, l'espadanya, la capella del Baptisteri i el cambril de la Verge de la Victòria en la capella major, inaugurat el 8 de juliol de 1757, per la qual cosa és necessari traslladar la sagristia major, la qual cosa s'aconsegueix derrocant-se algunes edificacions, amb el que es crea un passadís en el costat de l'Epístola.
En 1763 es construeix la capella de San Francisco, en 1770 es va construir el cambril de la Verge de la Solitud, morint Pedro González després del Lloc de Melilla es fan reparacions i entre desembre de 1779 i desembre de 1780 es construeix la capella del Rosari, per a la qual se suprimeix el passadís i es derroca una casa que servia de corral del Convent dels Franciscans.
En 1831 es van substituir les bigues de la coberta, en 1859 les cobertes de les sagristies estaven en mal estat en 1877 es va projectar l'atri tancat per un mur de cantería amb cèrcol de reixeries acabat en 1883. i en 1893 es retecharon part de les cobertes
És restaurada en 1918, 1921, 1926, 1935, 1936, 1938, 1941 i 1960. En aquestes dues últimes restauracions és despullada dels seus ornaments barrocs, instal·lant-se en 1944 una campana. És tornada a restaurar en 1985, i de manera integral en 1991 i 1996.
Després de sofrir el terratrèmol del 25 de gener de 2015, les seves cobertes, voltes i cúpules van quedar en mal estat, per la qual cosa va ser restaurada entre maig de 2016 i el 18 d'abril de 2017, en què va ser presentada, si bé encara no està oberta.

## Descripció
Està construït amb pedra de la zona i maó massís per als murs i arcs, bigues i planxes de fusta i teules per a la teulada i peces petites de fusta, branques i guix per a les voltes i cúpules encamonadas.

### Exterior
La seva façana és simple, amb una portada de cadirat, amb una obertura d'arc de mig punt, per a unes portes quadrades, flanquejades per pilastres d'ordre toscà, amb una fornícula damunt que alberga una imatge de la Concepció de la Mare de Déu sobre la qual se situa una finestra de llinda acabant en frontó triangular, comptant al seu costat esquerre una espadanya amb dos nivells i tres campanes.

### Interior

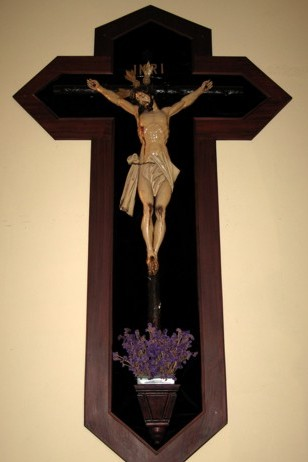
Crist del Socors
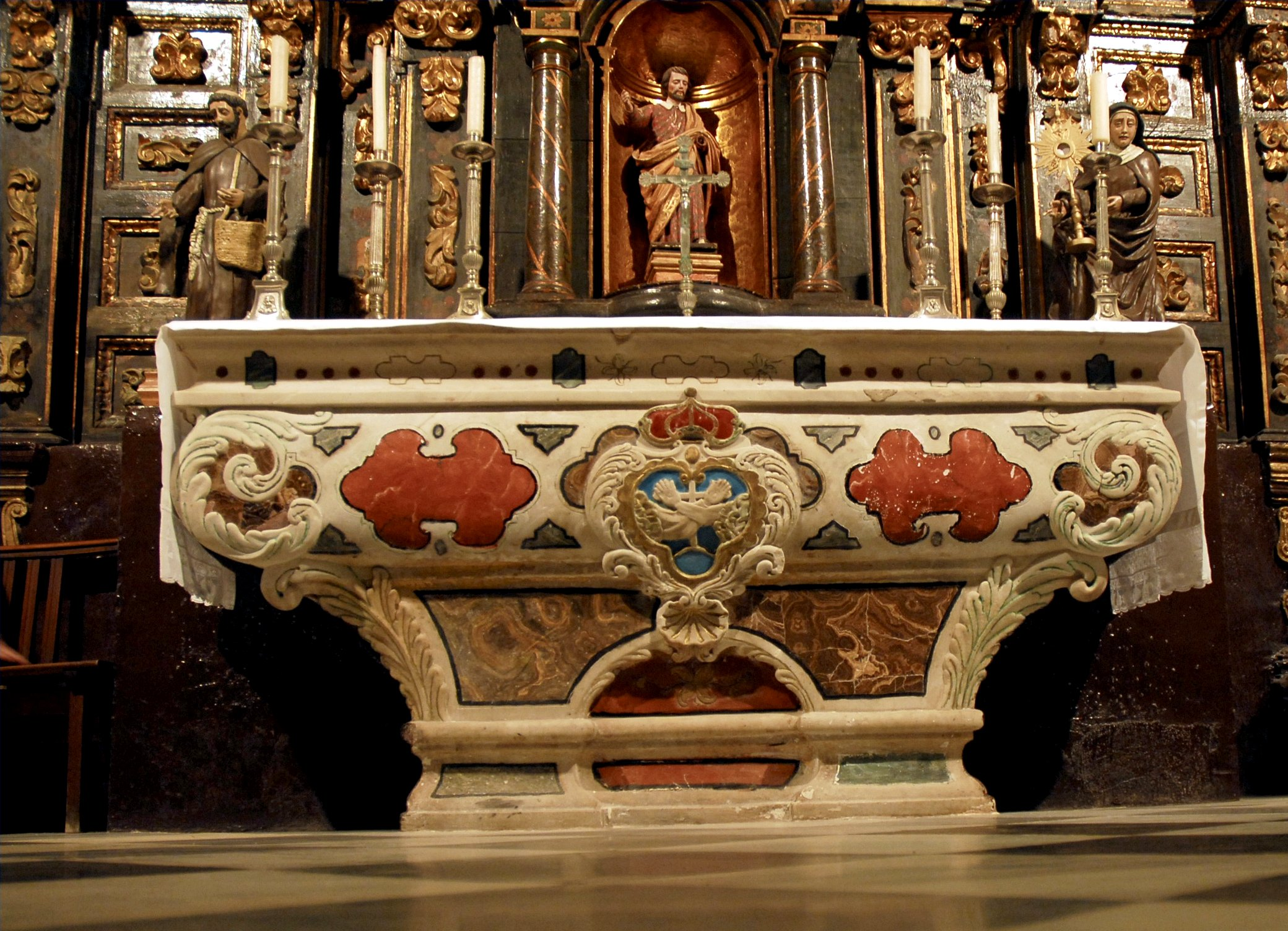
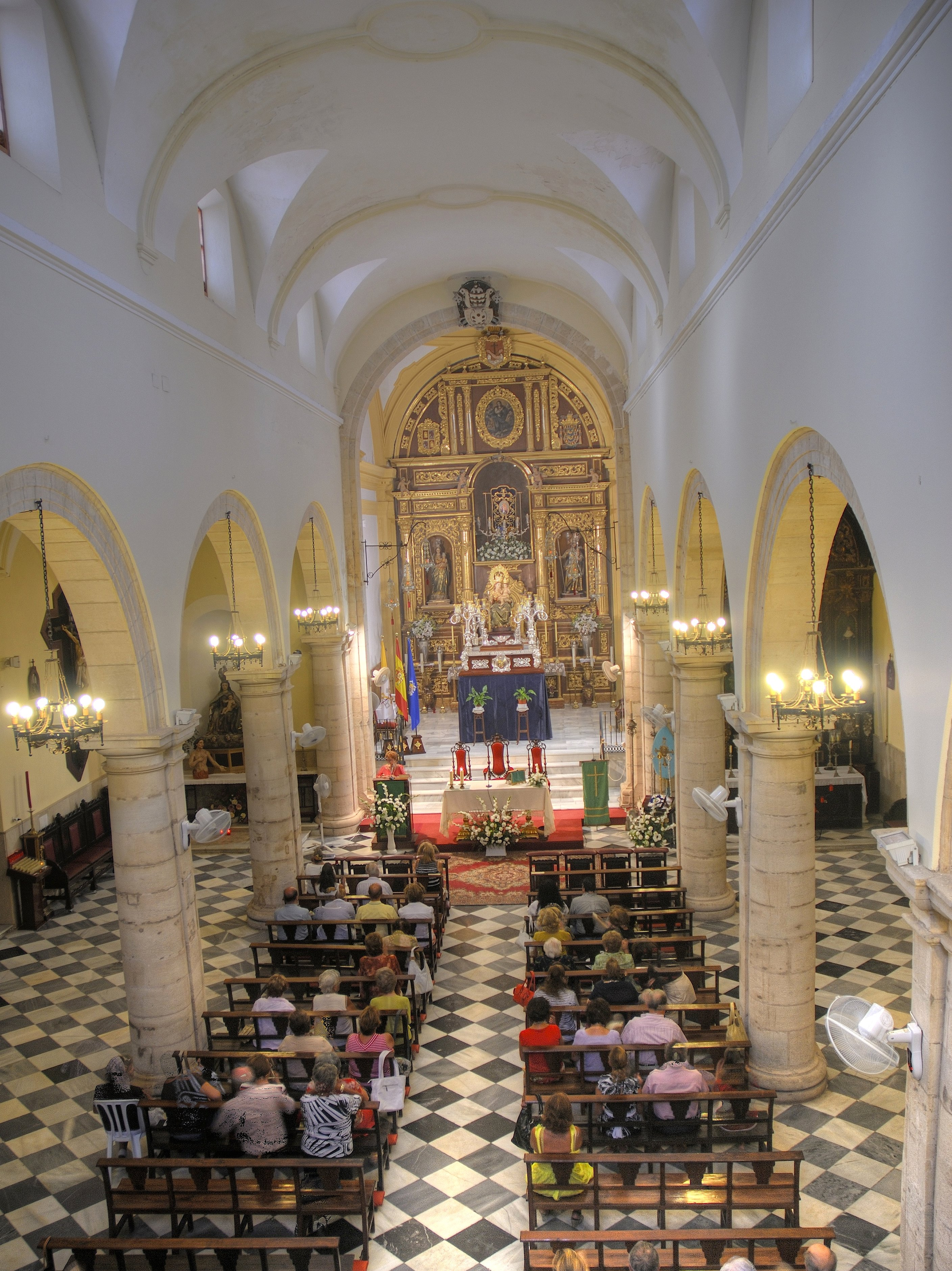
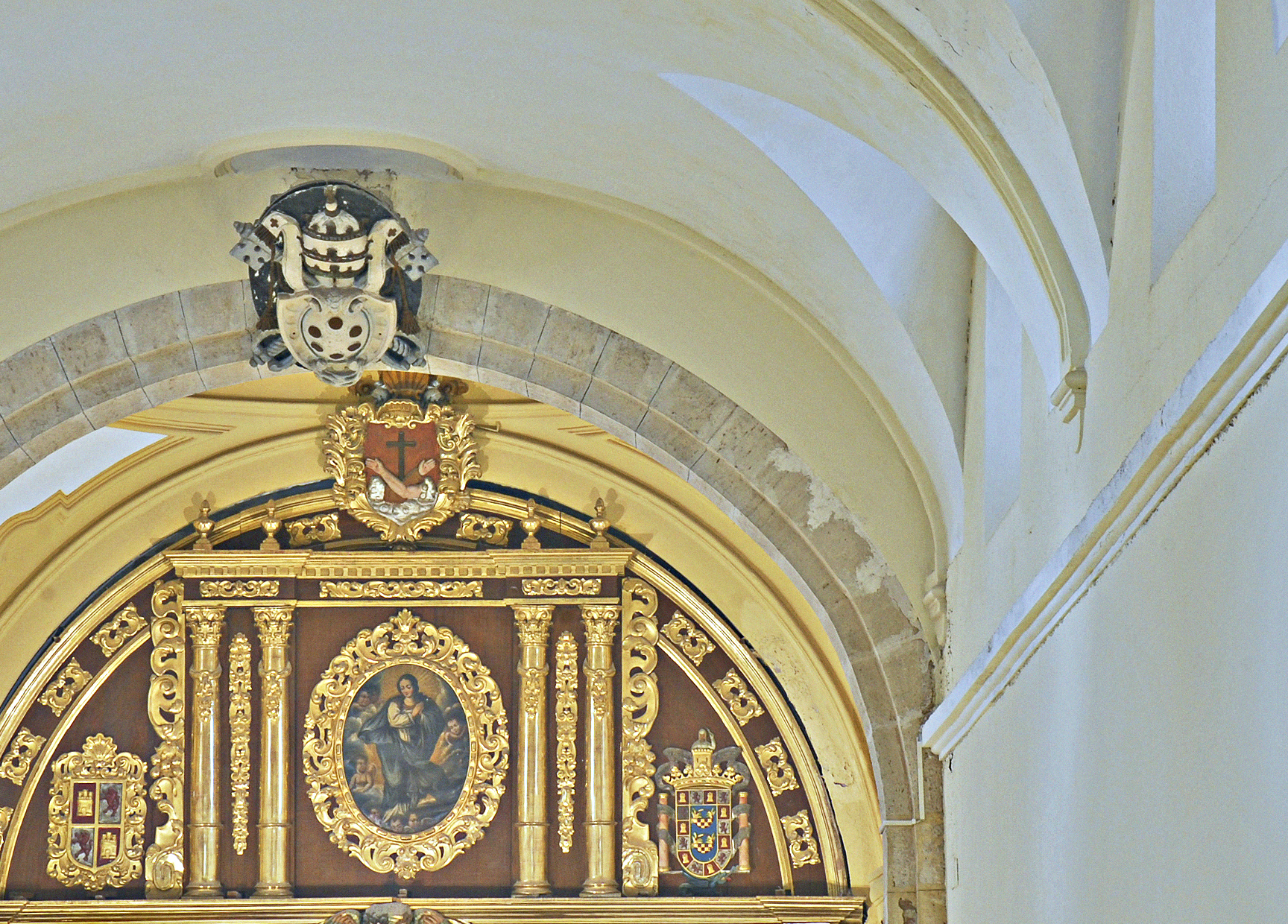
Emblema papal
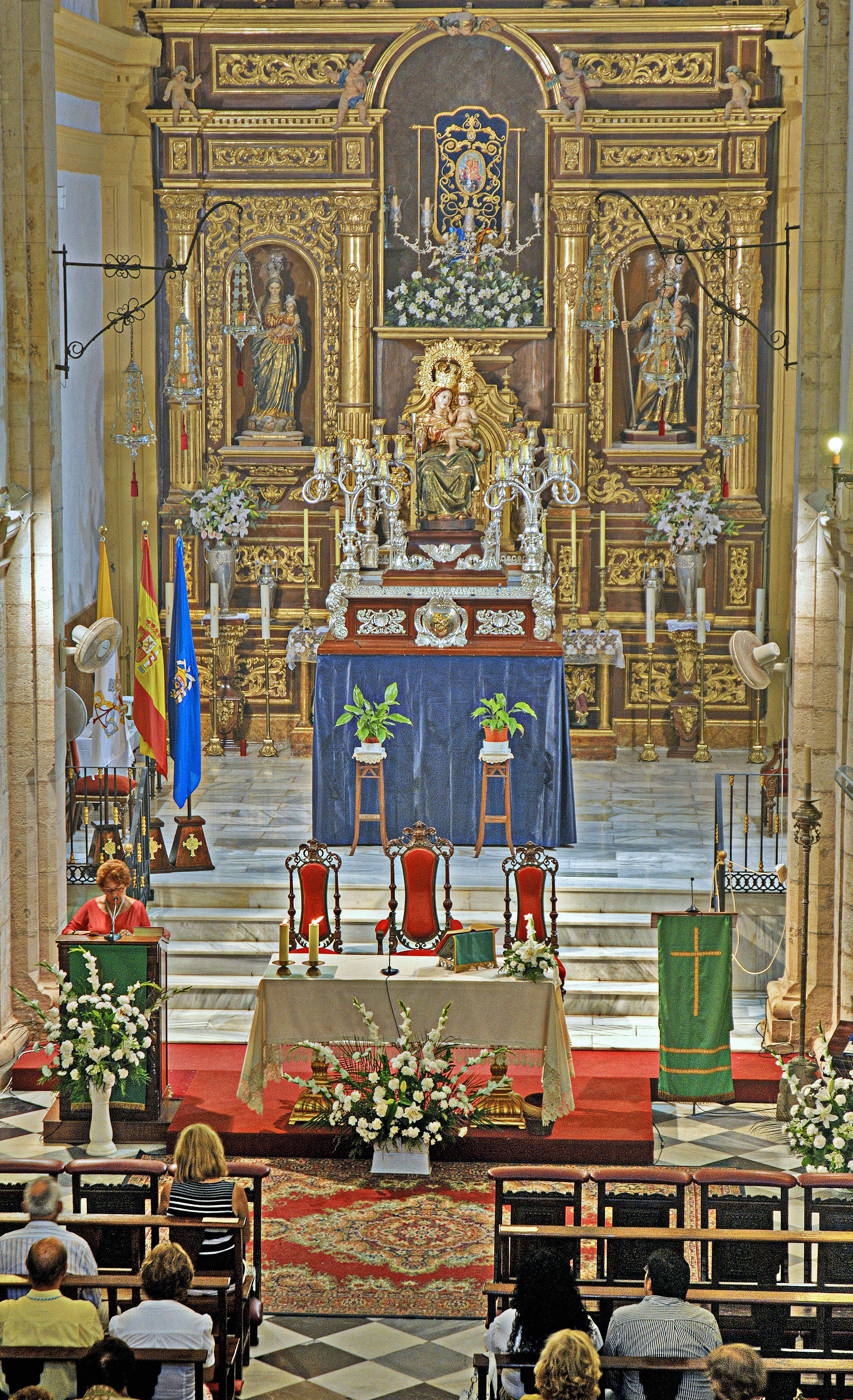
Altar major
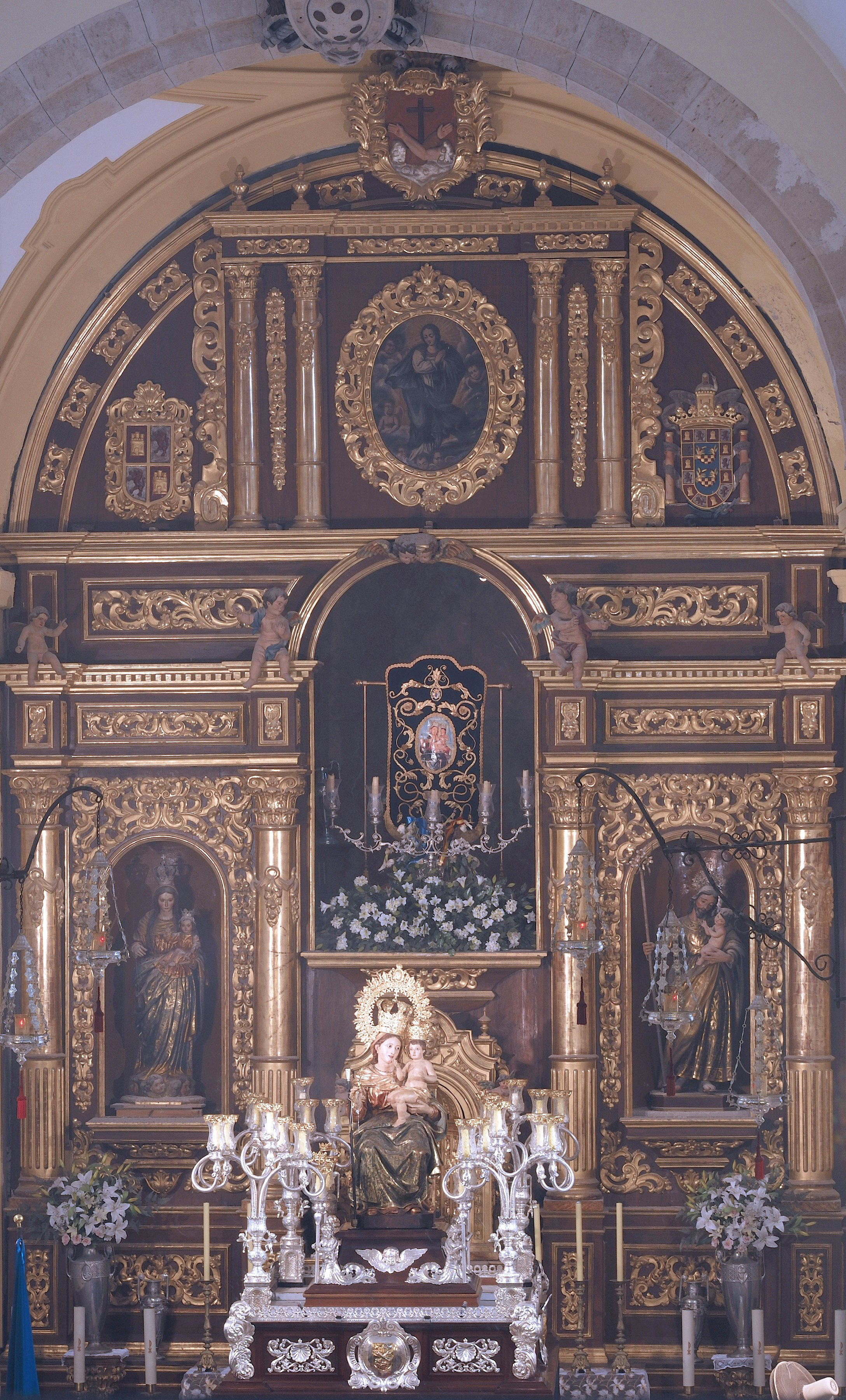
Altar major
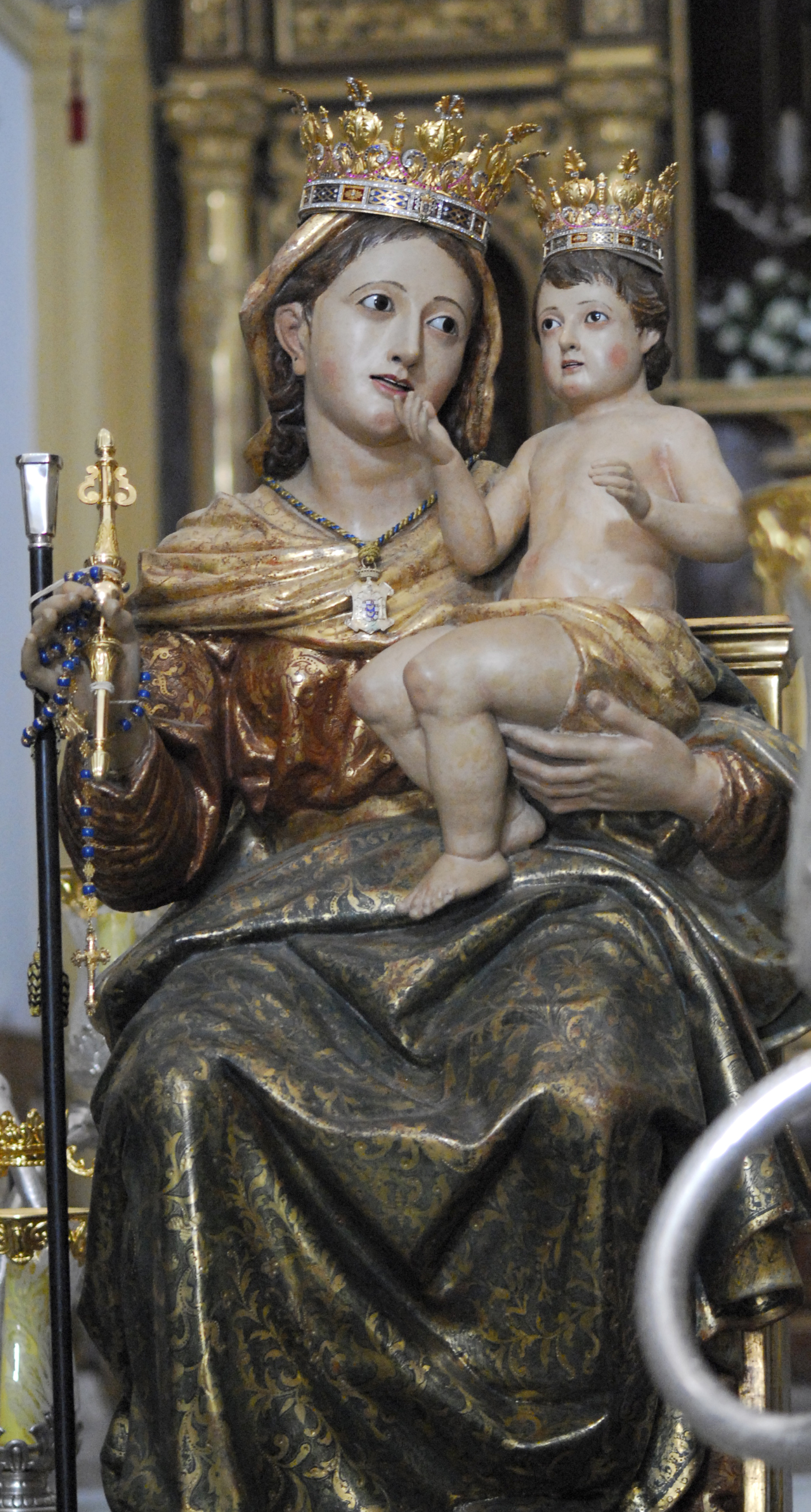
Verge de la Victòria
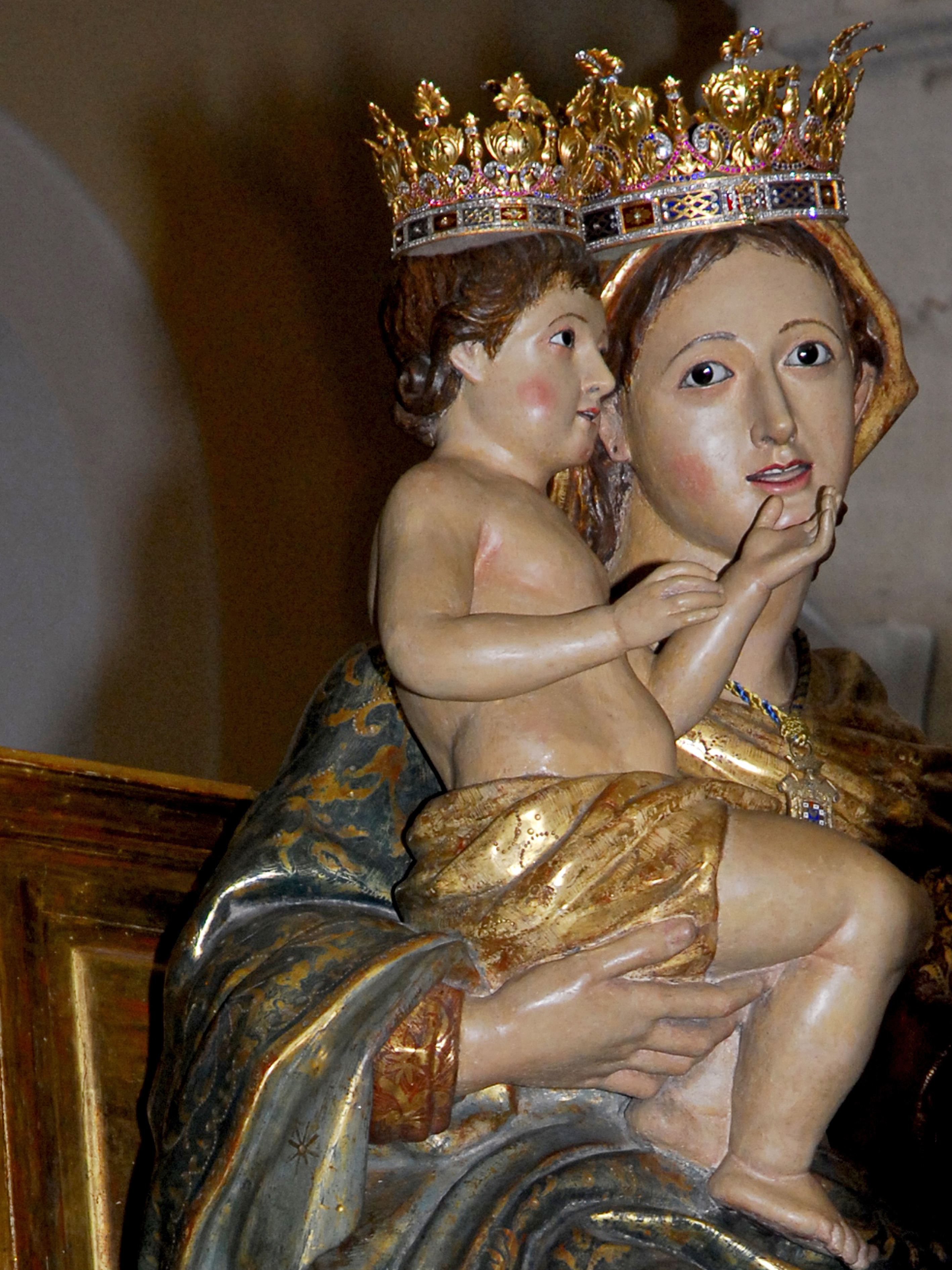
Verge de la Victòria
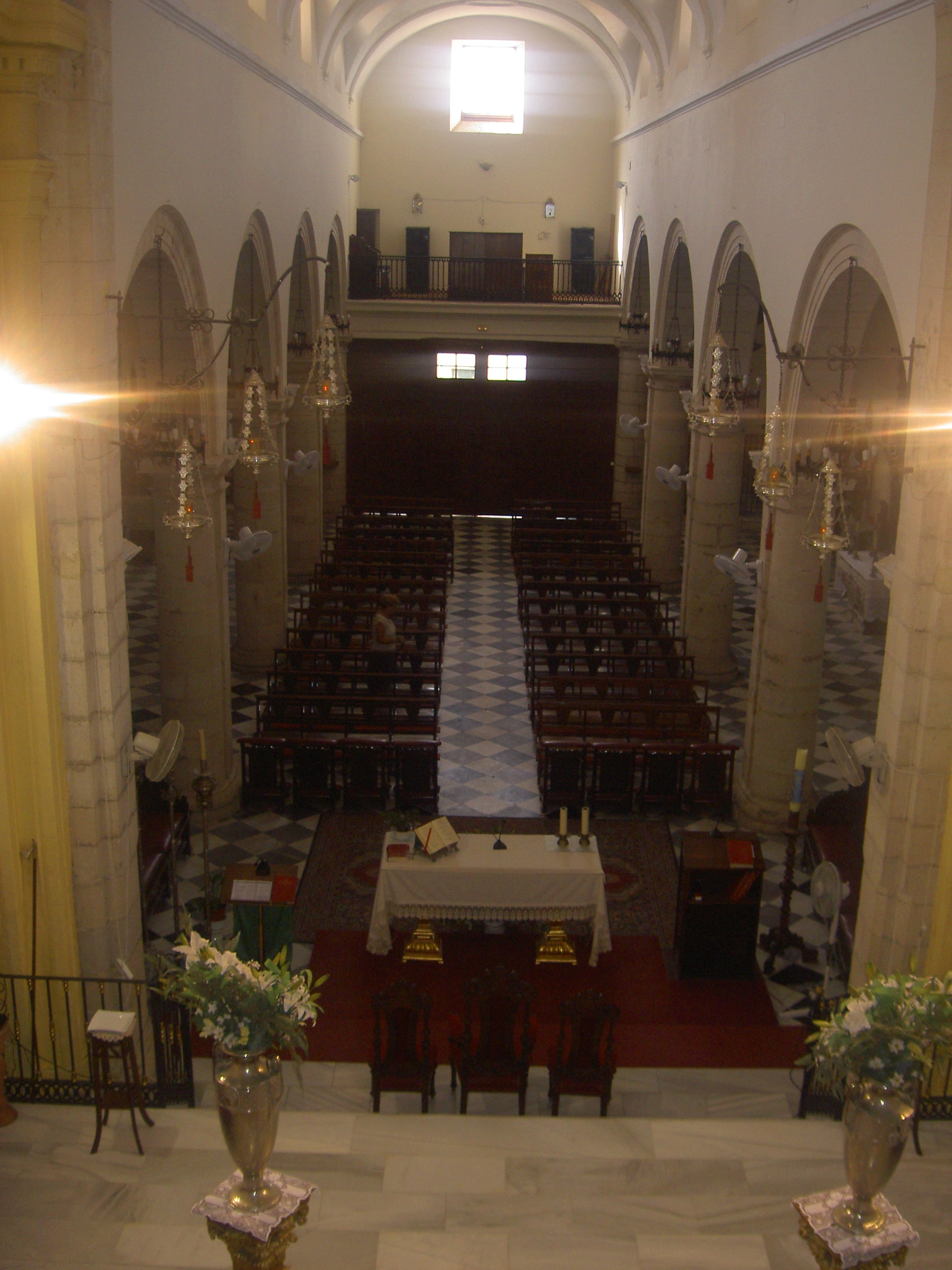

Compta amb tres naus, sent la central més alta i ampla que les laterals, sustentats per pilars amb columnes d'ordre toscà, començant per un nàrtex i acabant en un presbiteri pla i elevat respecte a la resta del temple, al qual s'accedeix per un arc triomfal amb l'escut del papa Alexandre VII, en el qual se situa la capella major, que després del retaule de l'altar major alberga en el cambril hexagonal la imatge de La nostra Senyora la Verge de la Victòria del segle segle xvi, patrona coronada de la ciutat.
Aquesta capella, a més del cambril compta amb una sagristia, igual que ocorre amb la capella de San Francisco i la capella del Rosari, destacant els altars i retaules barroc, tant d'aquestes capelles com dels situats en les parets de les naus laterals, a més de la pila baptismal, del segle segle xvi, prop de l'entrada i el Crist de la Vora Cruz (de finalitats del segle XV).